# El Bodón
El Bodón är en ort i Spanien.   Den ligger i provinsen Provincia de Salamanca och regionen Kastilien och Leon, i den centrala delen av landet, 240 km väster om huvudstaden Madrid. El Bodón ligger 797 meter över havet och antalet invånare är 315.
Terrängen runt El Bodón är huvudsakligen platt, men västerut är den kuperad. Runt El Bodón är det mycket glesbefolkat, med 4 invånare per kvadratkilometer. Närmaste större samhälle är Ciudad Rodrigo, 12,9 km norr om El Bodón. Trakten runt El Bodón består till största delen av jordbruksmark.